# St. Johannesstift (Ershausen)

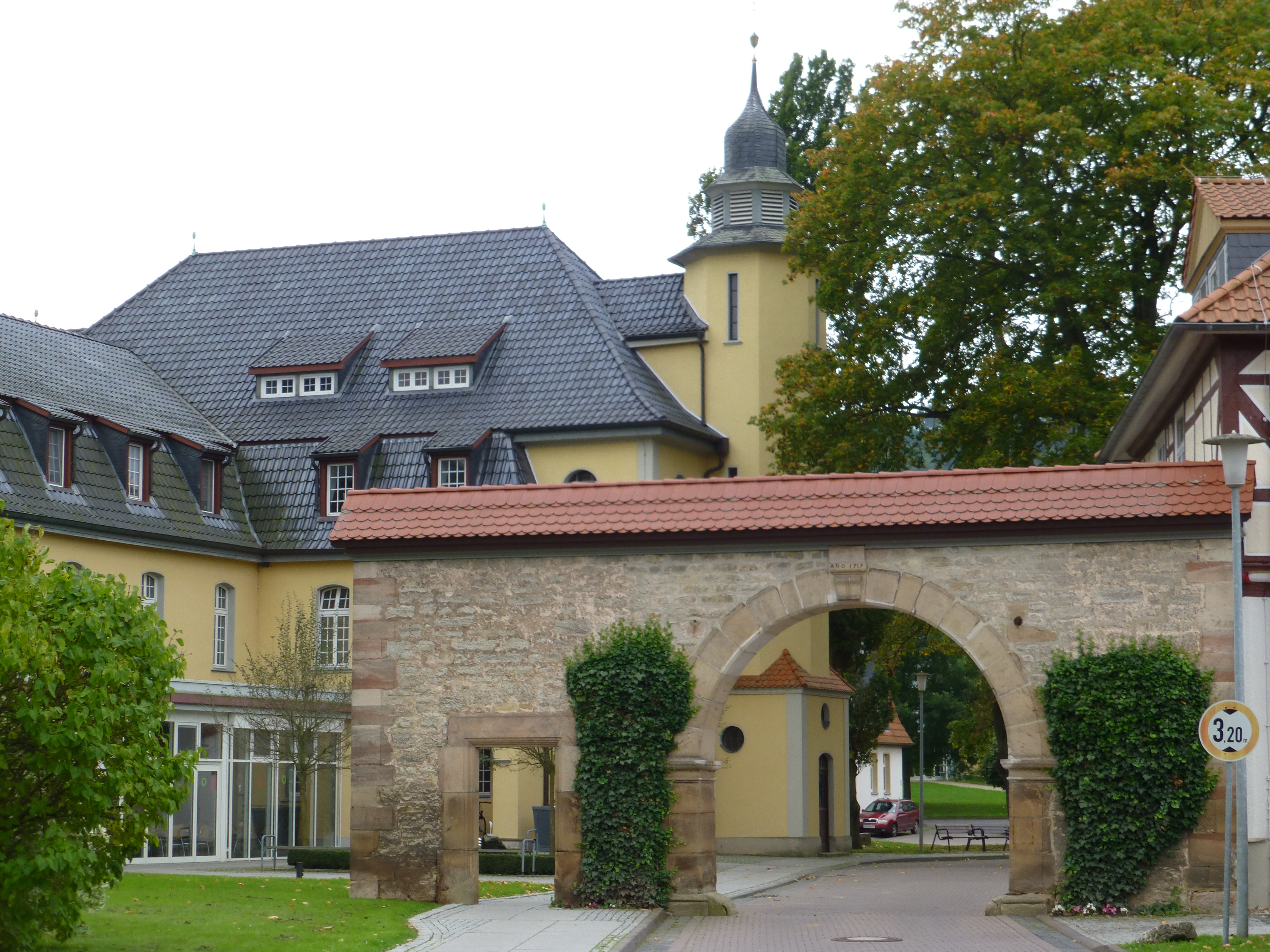
St. Johannesstift (2014)

Das St. Johannesstift ist eine Einrichtung der Eingliederungshilfe in Ershausen, Landkreis Eichsfeld, Thüringen.

## Geschichte
Das St. Johannesstift wurde 1884 gegründet. Ursprünglich als „Kinderverwahranstalt“ gestiftet, kamen später ein Krankenhaus und Wohngruppe für Menschen mit Behinderung dazu. In den 1970er Jahren anfangs als Arbeitstherapie bezeichnet, bildete sich über die Jahre ein Werkstattbetrieb heraus, wie er heute als WfbM üblich ist.
In der Zeit des Nationalsozialismus wurden 93 Kinder und Jugendliche im Jahre 1939 im Rahmen des „Euthanasie“-Mordprogramms deportiert.

## Einrichtung
Heute leben und arbeiten ca. 200 Menschen mit geistiger und mehrfacher Behinderung in der Einrichtung in Ershausen und seinen 4 Standorten. Zu der Einrichtung gehören Wohngemeinschaften, Arbeitsbereiche und ein Kindergarten. Seit 2015 ist Berthold Ehling Geschäftsführer.